# 北九州国定公園
北九州国定公園（きたきゅうしゅう・こくていこうえん）は、福岡県北九州市とその周辺の山間部に指定された国定公園である。面積82.49k㎡。1972年10月16日に指定。
北九州国定公園は、首都圏の水郷筑波国定公園と南房総国定公園、中部圏の三河湾国定公園、近畿圏の金剛生駒紀泉国定公園等と同様に、その利用性が着目され国定公園化した。自然保護が目的というよりは、大都市圏住民の憩いの場、都市環境を保全する緑地帯という位置づけであった。
公園は、100万ドルの夜景で知られる皿倉、カルスト台地の平尾台、関門海峡の眺望に優れた企救、洞海湾を見下ろす高塔の4支部からなり、北九州市門司区中部の風師山から足立山にかけては古生層から成る山地である。なお、企救は瀬戸内海国立公園に隣接し、高塔は玄海国定公園に隣接する。